# Gavin Rae
Gavin Paul Rae (*Aberdeen, Escocia, 28 de noviembre de 1978), futbolista escocés. Juega de centrocampista en el Dundee FC de la Scottish Championship de Escocia.

## Selección nacional
Ha sido internacional con la Selección de fútbol de Escocia, ha jugado 14 partidos internacionales.

## Clubes
| Club         | País    | Año       |
| ------------ | ------- | --------- |
| Dundee FC    | Escocia | 1996-2004 |
| Rangers FC   | Escocia | 2004-2007 |
| Cardiff City | Gales   | 2007-2011 |
| Dundee FC    | Escocia | 2011-2012 |
| Aberdeen FC  | Escocia | 2012-2013 |
| Dundee FC    | Escocia | 2013-     |

## Palmarés

### Campeonatos nacionales
| Título                     | Club            | País    | Año  |
| -------------------------- | --------------- | ------- | ---- |
| Copa de la Liga de Escocia | Glasgow Rangers | Escocia | 2005 |
| Premier league escocesa    | Glasgow Rangers | Escocia | 2005 |